# Catch a Fire (film)
Catch a Fire en fransk/brittisk/sydafrikansk/amerikansk film från 2006 med Derek Luke och Tim Robbins i huvudrollerna.

## Handling
Denna verklighetsbaserade film handlar om raffinaderiarbetaren Patrick Chamusso (Spelad av Derek Luke) och polismanen Nic Vos (Spelad av Tim Robbins). Filmen utspelar sig under den senare delen av Sydafrikas apartheid-era, Nic utreder ett bombattentat mot ett oljeraffinanderi och Patrick blir oskyldigt anklagad för att hjälpt till att utföra dådet. Patrick blir under sin tid i häktet torterad och när han vägrar erkänna sig skyldig går de sydafrikanska poliserna på hans fru och torterar henne också. När han senare släpps fylld av vrede mot de sydafrikanska myndigheterna och poliskår går han med i ANC (den sydafrikanska befrielserörelsen) och blir just det som Nic från början anklagade honom för. Patirck och hans kamrater från ANC planerar att utföra ett attentat mot samma oljeraffinaderi som tidigare hade attackerats, Nic kommer dem dock på spåren och lyckas desarmera en av två bomber som Patrick placerar i raffinaderiet och attentatet får en mindre verkan än vad som från början var tänkt. Patrick blir till slut fångad av polisen och blir dömd till 25 år i fängelse. 6 år senare (1991)  blir han dock släppt på grund av att aparthiedstyret tar slut och Sydafrika får sin första svarta president. Patrick får sen en chans att mörda Nic, polisen som jagat och torterat honom, men gör det inte för att han anser att våldet i Sydafrika måste få ett stopp.

## Om filmen
- Filmen bygger på verkliga händelser som utspelade sig de sista 10 åren under Sydafrikas apartheid-era
- Mycket av musiken i filmen har blivit utlånad av The Wailers som har gjort ett album med samma namn som filmen.